# Fairchild XC-120 Packplane
XC-120 Packplane byl prototyp vojenského dopravního letounu americké společnosti Fairchild, který byl na konci 50. let spolu se sedmi konkurenčními typy podrobován testům ve Wright Air Development Center (WADC). Tento Fairchild XC-120 Packplane byl konvertovaný C-119B s oddělitelným nákladovým prostorem. Postaven byl jen jeden kus.